# Moblin
Moblin est un système d’exploitation GNU/Linux conçu par Intel et destiné aux terminaux mobiles et Netbooks, basé sur les processeurs Atom.
Le 15 février 2010, Moblin fusionne avec Maemo de Nokia, pour former MeeGo.

## Versions
La version 1 est basée sur Ubuntu et utilise l'environnement de bureau XFCE.
La version 2 est basée sur Fedora. Cette seconde version majeure est marquée par le passage à l'interface utilisateur OpenedHand, également utilisée sur la plateforme Maemo. Cette nouvelle version comprend notamment un navigateur basé sur le moteur Gecko, des applications multimédias mises à jour et un accès aux réseaux sociaux. Cette version a également été optimisée afin de rendre son démarrage beaucoup plus rapide. La dernière version disponible est la 2.1, sortie le 4 novembre 2009.
La compatibilité de cette distribution est volontairement limitée aux composants Intel. Elle n'est donc pas fonctionnelle sur un ordinateur muni d'une solution graphique Ati ou nVidia.
La distribution Mandriva 2010.0 en propose une version 2.0 fonctionnelle.
Intel cède Moblin à la Linux Foundation le 1er avril 2009.